# Bitmart
Bitmart — глобальна платформа для торгівлі цифровими активами, зокрема криптовалютою. Платформа підтримує понад 1400 криптовалют, токенів та зареєстрована на Сейшельських островах.

## Історія
Bitmart була заснована в 2017 році, а публічна діяльність розпочалася в 2018 році, коли компанія була вперше зареєстрована в FinCEN та було запроваджено послугу депозиту для кредитної/дебетової картки через сторонніх партнерів, що дозволяє робити депозити у фіаті. У серпні 2019 року Bitmart зібрав кошти в раунді Pre-A під керівництвом венчурної компанії Fenbushi Capital. Bitmart також співпрацював з Колумбійським університетом для проведення семінару з токенів безпеки. У серпні 2019 року Bitmart отримав нагороду The BrandLaureate Tech Award.
У 2020 році платформа запровадила кредитування Bitmart і ф’ючерсну торгівлю, доступну в певних регіонах. Того ж року кількість зареєстрованих користувачів досягла 1 мільйона, а щоденний обсяг торгів склав 2 мільярди доларів. У листопаді 2021 року Bitmart провів раунд фінансування серії B, який очолила нью-йоркська інвестиційна компанія Alexander Capital Ventures. У 2022 році компанія запустила функцію Margin Trading та NFT-маркетплейс, а в 2023 — платформу Inscriptions Market. Того ж року журнал International Business Magazine визнав Bitmart «Найкращою криптобіржею у світі», а Crypto 306 назвав її «найнадійнішою трейдинговою платформою». Платформу також включили до списку 200 провідних фінтех-компаній світу за версією CNBC. Bitmart була визнана Investopedia як «найкраща біржа для торгівлі альткоїнами» у 2022, 2023 та 2024 роках. У 2024 році платформа також запустила власний P2P-маркетплейс.

## Огляд
Bitmart зареєстрована у Республіці Сейшельські Острови та працює у 180 країнах. Платформа підтримує понад 1400 торгових пар і 1200 токенів, із щоденним обсягом торгів близько 2,5 мільярда доларів. BitMart надає інструменти для купівлі, продажу та зберігання криптовалют через вебплатформу та мобільний додаток для Android і iOS.
Серед основних сервісів — P2P-маркетплейс, який дозволяє користувачам напряму обмінювати криптовалюту з різними варіантами оплати. Платформа пропонує спотову та маржинальну торгівлю, ф’ючерси з кредитним плечем до 100x, продукти для заощаджень і ставок, а також NFT-маркетплейс для купівлі, продажу та обміну цифрових активів. Також доступна інтеграція через API. Для безпеки Bitmart використовує гібридну систему гарячих і холодних гаманців із технологією мультипідпису.